# NGC 7400
NGC 7400 est une galaxie spirale située dans la constellation de la Grue. Cette galaxie a été découverte par l'astronome britannique John Herschel en 1834. Sa vitesse par rapport au fond diffus cosmologique est de 2 776 ± 17 km/s, ce qui correspond à une distance de Hubble de 40,9 ± 2,9 Mpc (∼133 millions d'al).

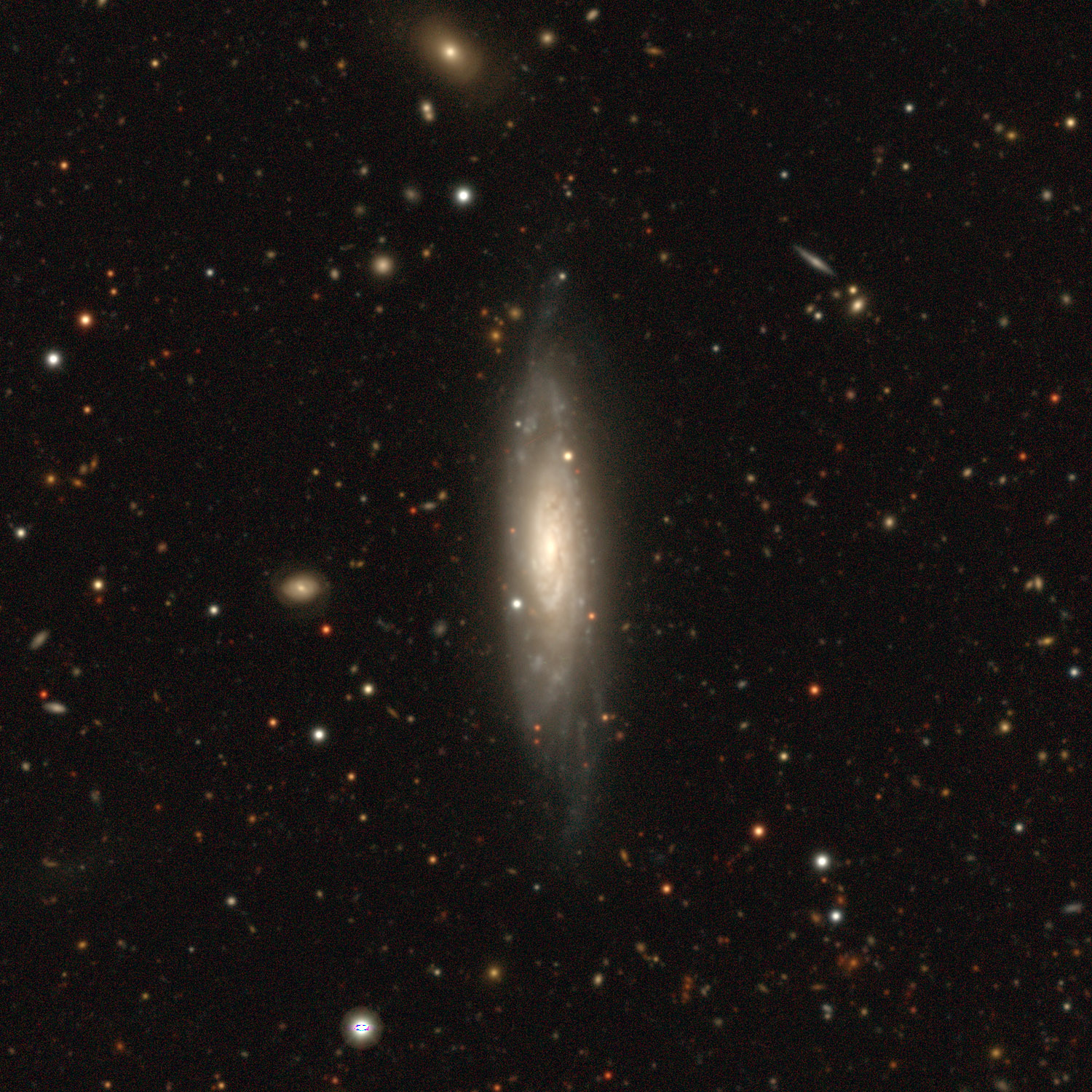
NGC 7400 par le projet « Legacy Surveys DR10 ».

La classe de luminosité de NGC 7400 est II-III et elle présente une large raie HI. Selon la base de données Simbad, NGC 7400 est une galaxie candidate au titre de galaxie active.
Un objet compact situé à environ 50,06 kpc (∼163 000 al) à l'est de NGC 7400 (voir l'image de Legacy Surveys) est un ancêtre potentiel. Cependant sa couleur (G - R)0 égale à 0,83 ± 0,06 mag, même si elle est semblable à celle du jet de marée de NGC 7400 égale à 0,74 ± 0,08 mag, elle est trop rouge pour confirmer définitivement cette hypothèse.
À ce jour, 14 mesures non basées sur le décalage vers le rouge (redshift) donnent une distance de 39,871 ± 2,663 Mpc (∼130 millions d'al), ce qui est à l'intérieur des valeurs de la distance de Hubble.

## Supernova
La supernova SN 2002ge a été découverte dans NGC 7400 le 7 octobre 2002 par l'astronome amateur français Robin Chassagne, depuis l'île de La Réunion. D'une magnitude apparente de 14,1 au moment de sa découverte, elle était de type Ia. La détermination de ce type est basée sur deux spectres réalisés par Salvo M. et Hua T. à l'aide du télescope de 2,3 m ANU de l'Observatoire de Siding Spring en Australie. Ces spectres se situaient dans deux domaines spectrales, celui du bleu de 460-560 nm et celui du rouge de 620-720 nm.